# Campionati europei di sollevamento pesi 1930
I Campionati europei di sollevamento pesi 1930, 23ª edizione della manifestazione, si svolsero a Monaco di Baviera dal 23 al 24 ottobre 1930.

## Formula
La formula prevedeva tre serie di sollevamenti:
- sollevamento a distensione a due mani;
- sollevamento a strappo a due mani;
- sollevamento a slancio a due mani.

## Titoli in palio
| Categoria            | Eventi        |
| -------------------- | ------------- |
| Pesi piuma           | 60 kg         |
| Pesi leggeri         | 67,5 kg       |
| Pesi medi            | 75 kg         |
| Pesi massimi leggeri | 82,5 kg       |
| Pesi massimi         | Oltre 82,5 kg |

## Risultati
| Evento         | Oro              | Oro   | Argento          | Argento | Bronzo            | Bronzo |
| -------------- | ---------------- | ----- | ---------------- | ------- | ----------------- | ------ |
| 60 kg.         | Eugen Mühlberger | 280,0 | Hans Wölpert     | 280,0   | Raymond Suvigny   | 270,0  |
| 67,5 kg.       | Hans Haas        | 317,5 | René Duverger    | 300,0   | Robert Fein       | 292,5  |
| 75 kg.         | Kurt Helbig      | 337,5 | Carlo Galimberti | 322,5   | Karl Hipfinger    | 305,0  |
| 82,5 kg.       | Louis Hostin     | 350,0 | Jakob Vogt       | 340,0   | Josef Zeman       | 340,0  |
| Oltre 82,5 kg. | El-Sayed Nosseir | 375,0 | Rudolf Schilberg | 370,0   | Josef Straßberger | 370,0  |

## Medagliere
| Posiz. | Nazione  | Oro | Argento | Bronzo | Totale |
| ------ | -------- | --- | ------- | ------ | ------ |
| 1      | Germania | 2   | 2       | 1      | 5      |
| 2      | Austria  | 1   | 1       | 3      | 5      |
| 3      | Francia  | 1   | 1       | 1      | 3      |
| 4      | Egitto   | 1   | 0       | 0      | 1      |
| 5      | Italia   | 0   | 1       | 0      | 1      |
| Totale | Totale   | 5   | 5       | 5      | 15     |